# ソラリス・トロリーノ18
トロリーノ18（Trollino 18）は、ポーランドのバスメーカーであるソラリス（Solaris）が展開するトロリーバス車両。全長18 m級の連節バスで、ポーランドを始め世界各地に展開が行われている。

## 概要
ソラリスが展開する低床トロリーバスブランドである「トロリーノ」のうち、同社が展開する連節バスのウルビーノ18（Urbino 18）と同型の車体を有する、全長18 m級の連節式車両。床上高さを最小で320 mm（乗降扉付近）に抑え、車内にはなど、バリアフリーに適した車体構造が特徴となっている。また、顧客の需要に応じて後述のように主電動機を各メーカーから選択できる他、リチウムイオン充電池や水素燃料エンジンといった架線が無い区間でも走行可能な設備、空調装置といった機構の搭載も可能である。

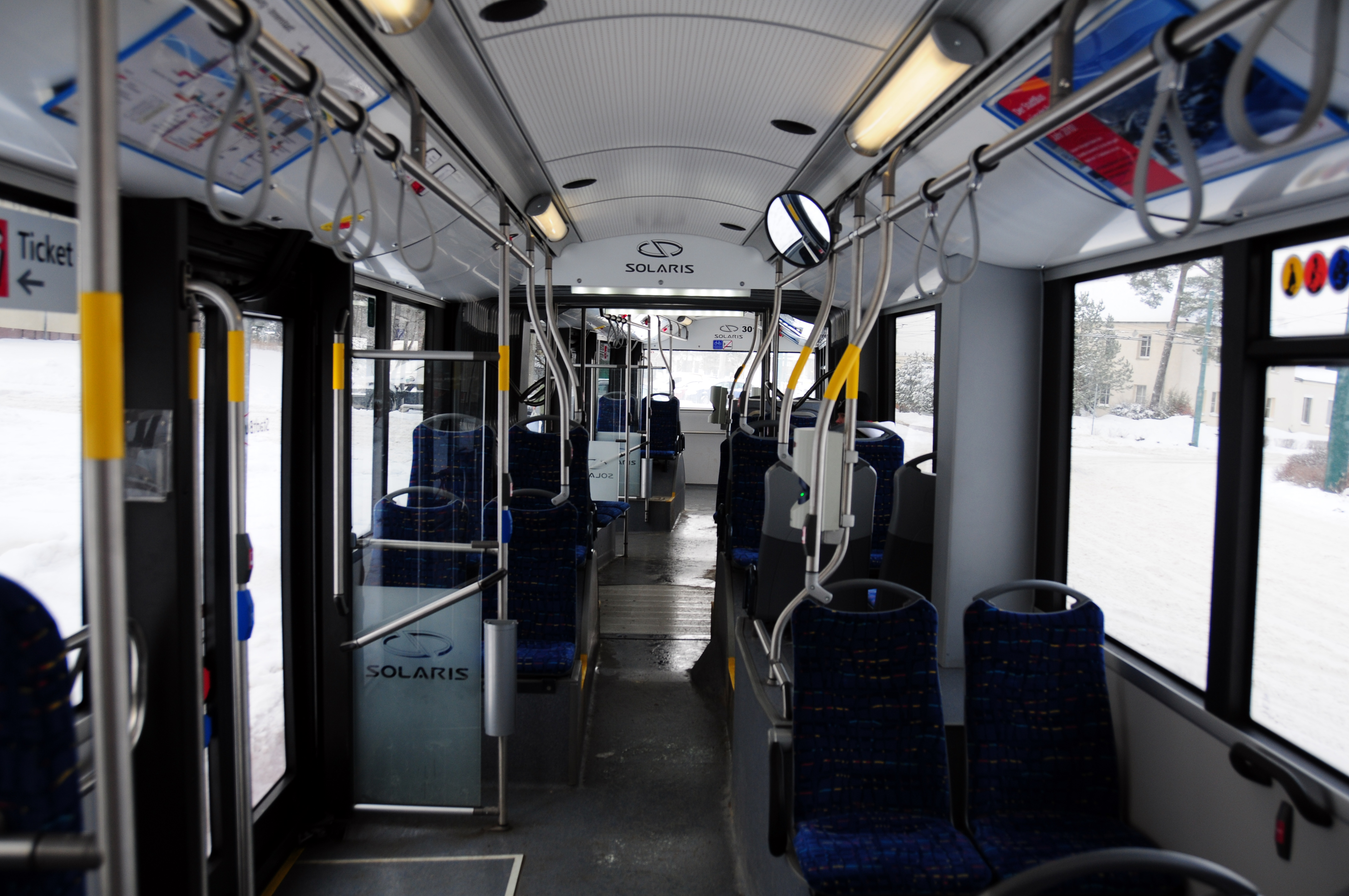
車内

車体デザインはバス車両「ウルビーノ」に対応してモデルチェンジが幾度か行われており、最初に生産された「第1世代」に続いて2002年からは「第2世代」、2006年からは「第3世代」、2018年からは「第4世代」と呼ばれるデザインの製造が実施されている。また、一部都市には車体長を18.75 mに延長した車両が導入されている他、鉄道車両を基にした流線形の前面形状を採用した「メトロスタイル（Metrostyle）」と呼ばれるデザインの選択も可能である。
- 第2世代（エストニア：タリン）
（2009年撮影）
- 第3世代（ラトビア：リガ）
（2009年撮影）
- 第4世代（ノルウェー：ベルゲン）
（2022年撮影）
- メトロスタイル（オーストリア：ザルツブルク）
（2012年撮影）

## 形式
トロリーノ18は、主電動機の種類や製造を担当した企業の差異によって以下の形式に細分化されている。太字で記されている形式名は、2025年時点で展開中のものを示す。
- トロリーノ18・ガンツ（Trollino 18 Ganz） - ハンガリーのガンツ・トランスエレクトロ製の誘導電動機を搭載[7]。
- トロリーノ18AC（Trollino 18AC） - フランスのセゲレック製の制御ユニット「TVユーロパルス（TV Europulse）」を搭載した形式。チェコのプラゴイメックス製の誘導電動機を採用。
- トロリーノ18M（Trollino 18M） - ポーランドのメドコム（ポーランド語版）製の誘導電動機を搭載。
- トロリーノ18S（Trollino 18S） - チェコのシュコダ・エレクトリック（チェコ語版）製の誘導電動機を搭載。
- トロリーノ18・キーペ（Trollino 18 Kiepe） - ドイツのキーペ・エレクトリック（ドイツ語版）製の誘導電動機を搭載。

## 導入都市
2001年に製造されたラトビア・リガ（リガ・トロリーバス）向け車両を皮切りに、トロリーノ18は世界各地の都市へ導入が実施されている。2025年時点でトロリーノ18の導入が実施されている、もしくは導入が予定されている都市は以下の通りである。
| トロリーノ18 導入都市一覧 | トロリーノ18 導入都市一覧                                                 | トロリーノ18 導入都市一覧                     | トロリーノ18 導入都市一覧 |
| 導入国                    | 都市                                                                      | 備考                                          |                           |
| ------------------------- | ------------------------------------------------------------------------- | --------------------------------------------- | ------------------------- |
| カナダ                    | バンクーバー (バンクーバー・トロリーバス)                                 | [ 19 ]                                        |                           |
| チェコ                    | オストラヴァ (オストラヴァ・トロリーバス)                                 | [ 3 ]                                         |                           |
| エストニア                | タリン (タリン・トロリーバス)                                             |                                               |                           |
| イタリア                  | アンコーナ                                                                |                                               |                           |
| イタリア                  | ボローニャ                                                                |                                               |                           |
| イタリア                  | ラ・スペツィア                                                            | [ 20 ]                                        |                           |
| イタリア                  | ジェノヴァ                                                                | [ 21 ]                                        |                           |
| イタリア                  | ミラノ                                                                    | [ 22 ]                                        |                           |
| イタリア                  | ローマ                                                                    |                                               |                           |
| ラトビア                  | リガ (リガ・トロリーバス)                                                 | 一部車両は水素燃料エンジンを搭載、全長18.75 m |                           |
| ハンガリー                | ブダペスト                                                                | [ 24 ] [ 25 ]                                 |                           |
| ドイツ                    | エーベルスヴァルデ (エーベルスヴァルデ・トロリーバス)                     | 2023年増備分は充電池を搭載                    |                           |
| ドイツ                    | エスリンゲン・アム・ネッカー (エスリンゲン・アム・ネッカー・トロリーバス) | 一部車両は「メトロスタイル」、全長18.75 m     |                           |
| ドイツ                    | ゾーリンゲン (ゾーリンゲン・トロリーバス)                                 | 一部車両は水素燃料電池を搭載、全長18.75 m     |                           |
| ノルウェー                | ベルゲン (ベルゲン・トロリーバス)                                         | [ 28 ]                                        |                           |
| ポーランド                | グディニャ (グディニャ・トロリーバス)                                     | [ 2 ]                                         |                           |
| ポーランド                | ルブリン (ルブリン・トロリーバス)                                         | [ 14 ]                                        |                           |
| オーストリア              | ザルツブルク                                                              | 一部車両は「メトロスタイル」                  |                           |
| ルーマニア                | ブラショヴ                                                                | [ 31 ]                                        |                           |
| ルーマニア                | クルジュ＝ナポカ                                                          | [ 32 ]                                        |                           |
| スイス                    | ラ・ショー＝ド＝フォン                                                    |                                               |                           |
| スイス                    | ヴィンタートゥール                                                        |                                               |                           |

## ギャラリー

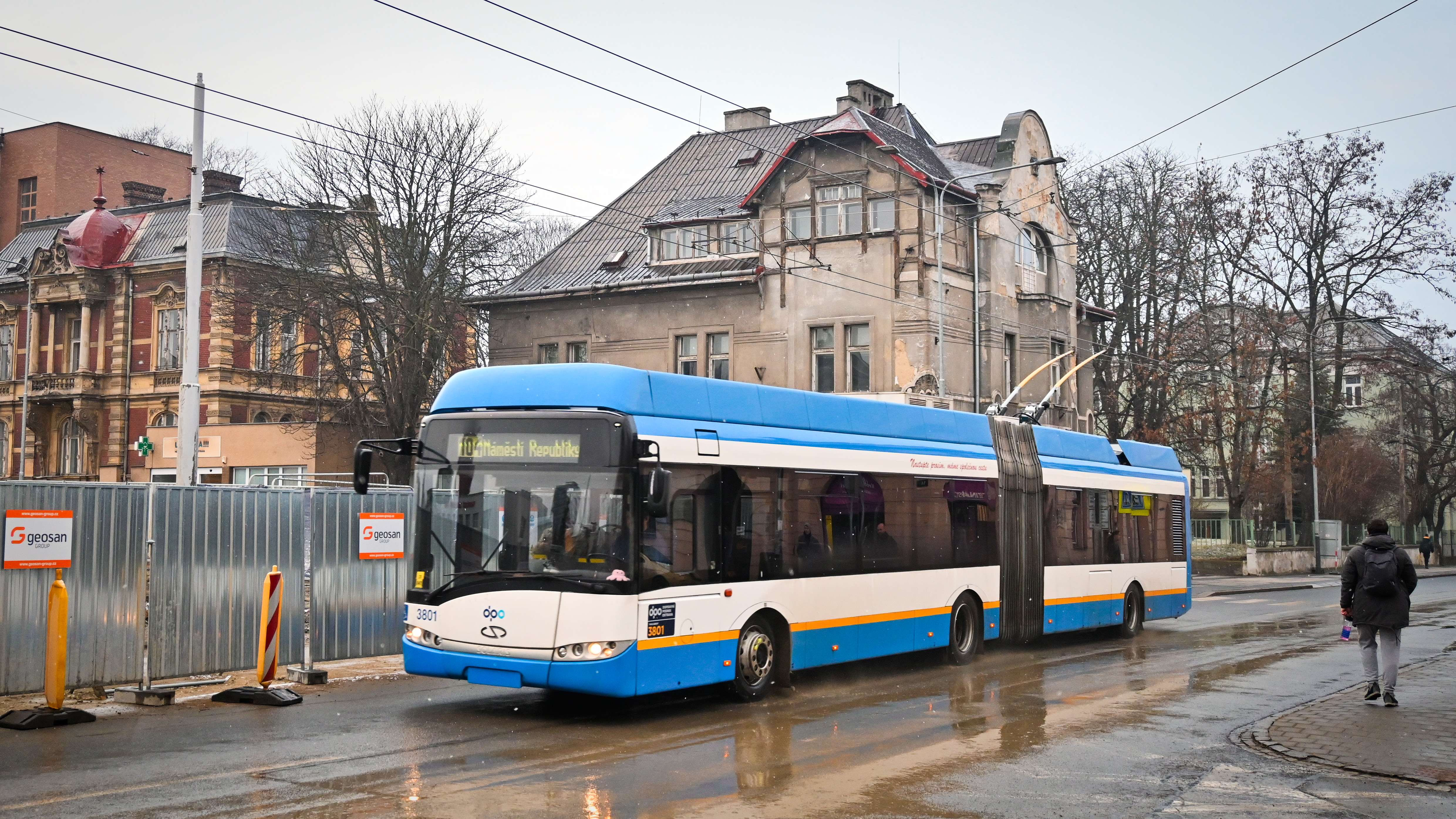
チェコ：オストラヴァ
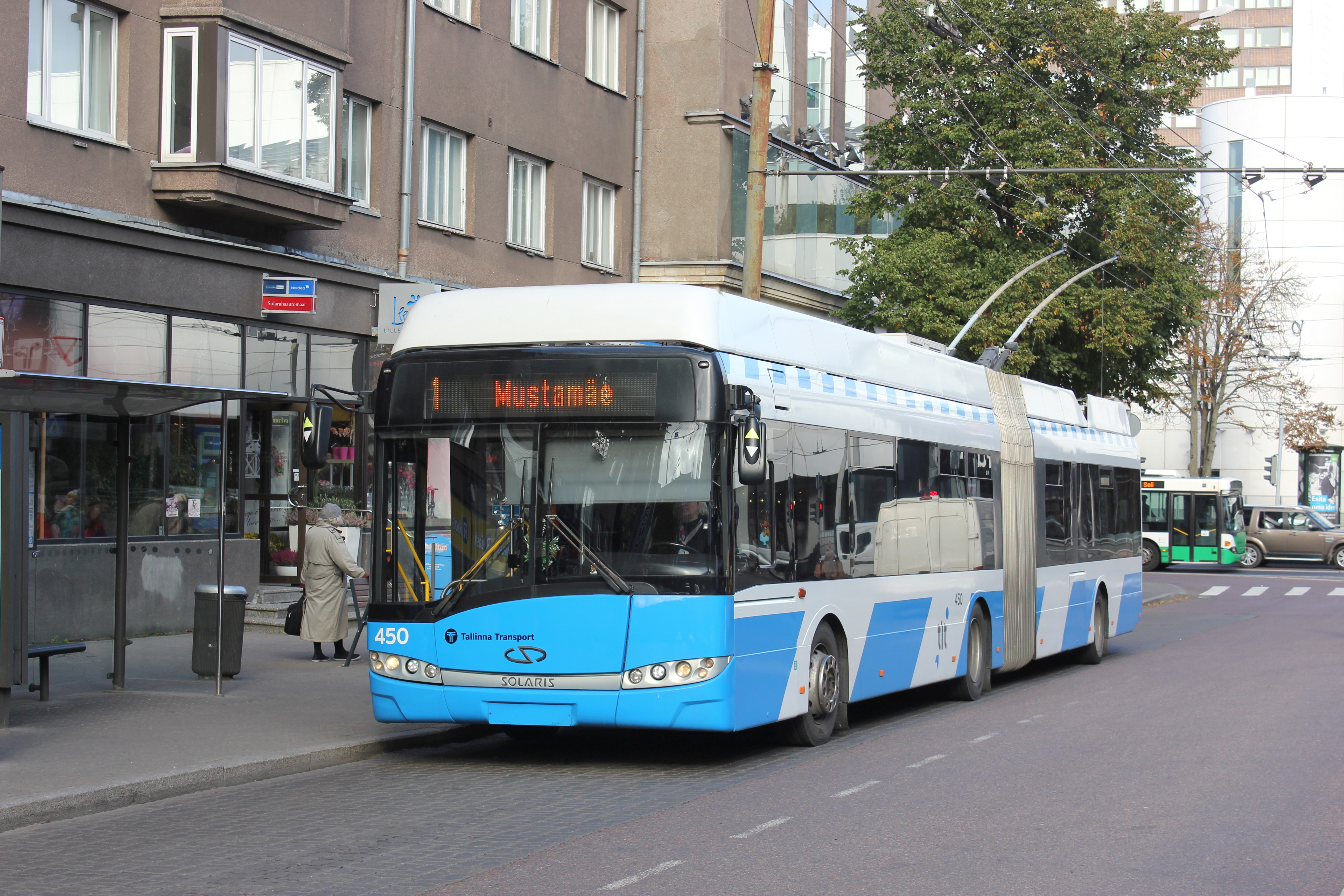
エストニア：タリン
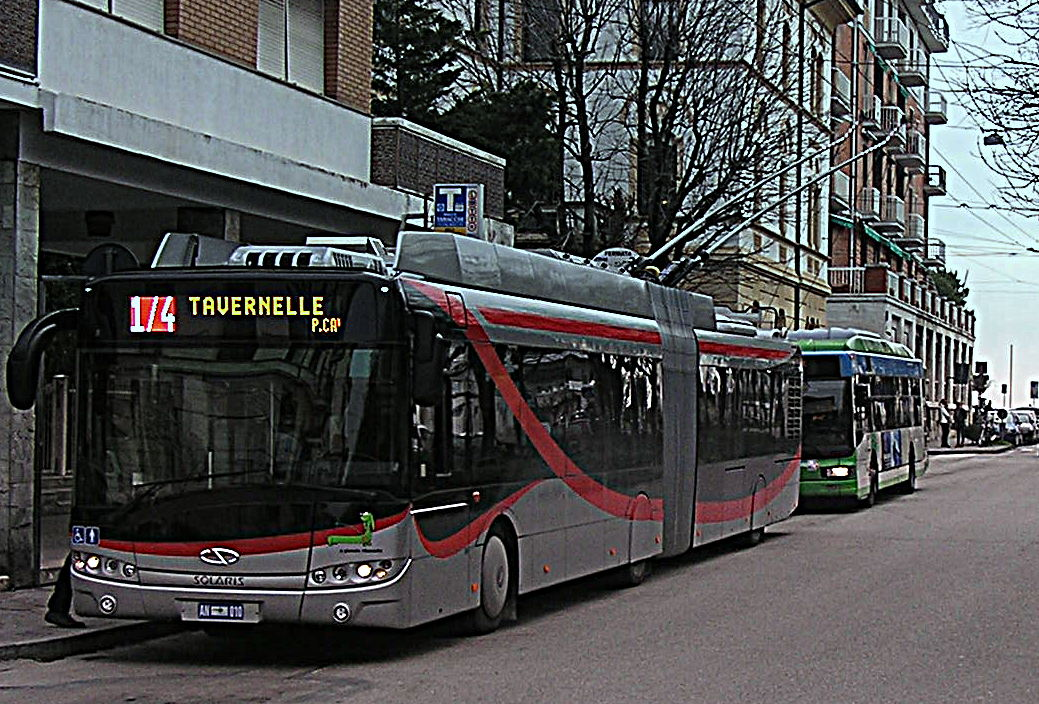
イタリア：アンコーナ
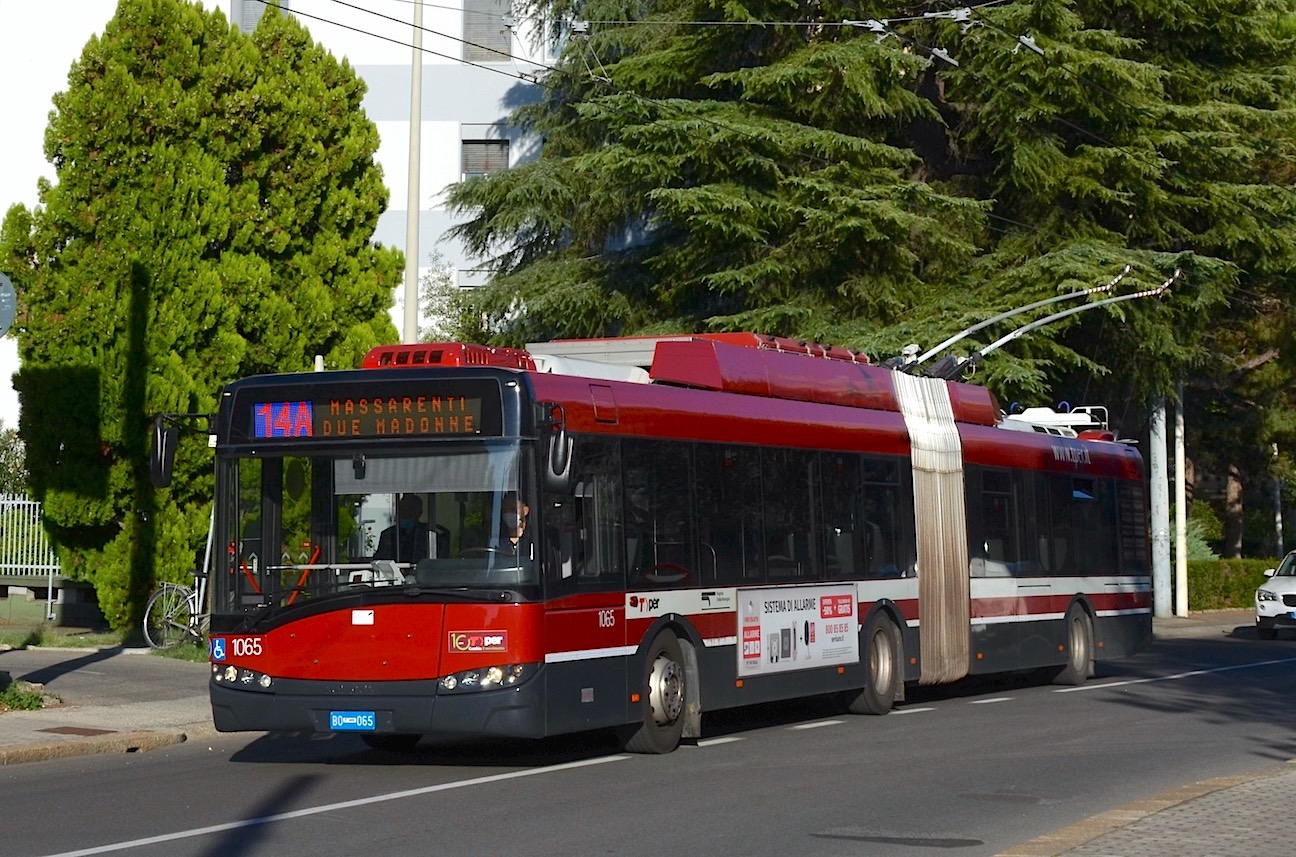
イタリア：ボローニャ
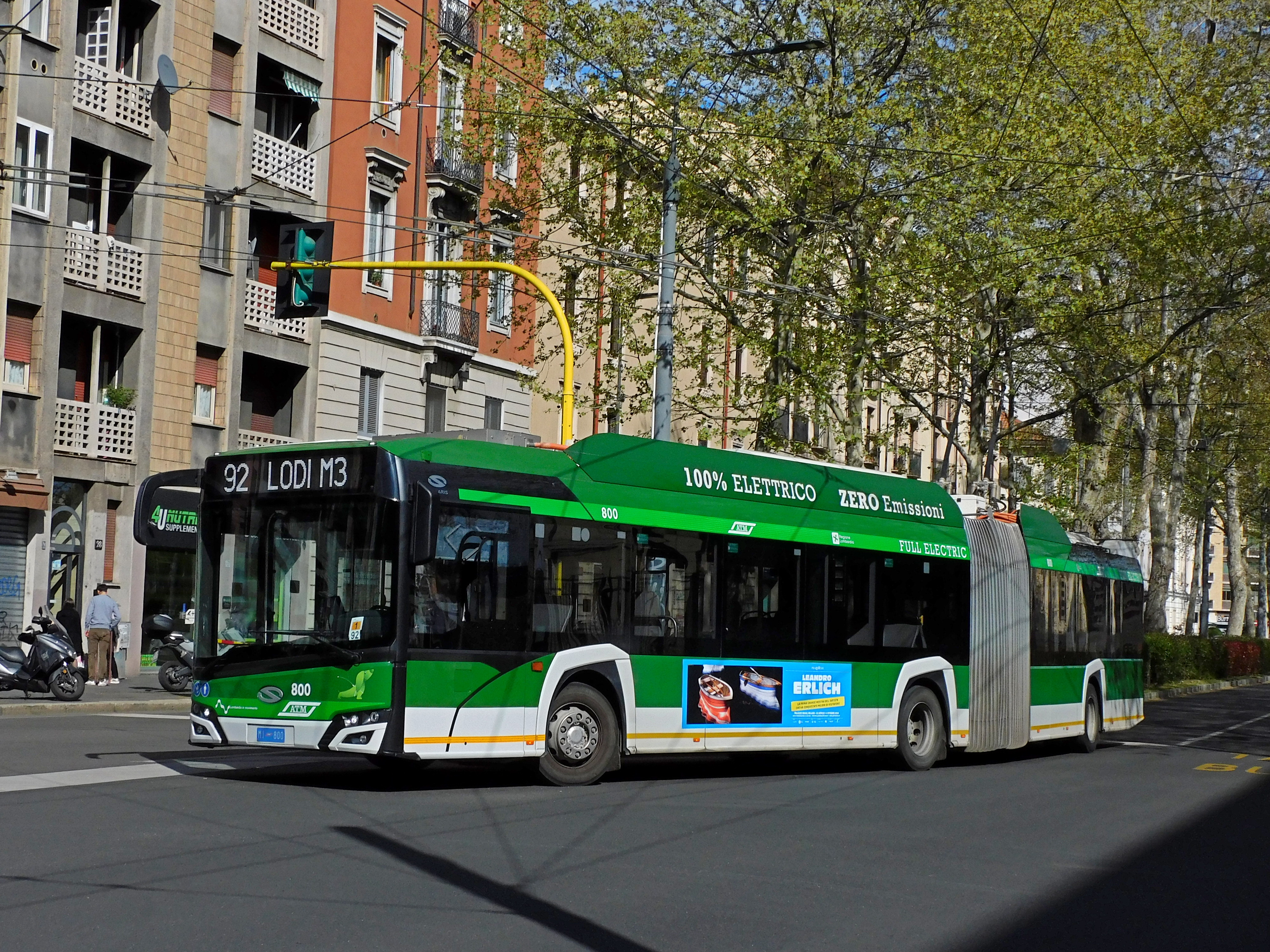
イタリア：ミラノ
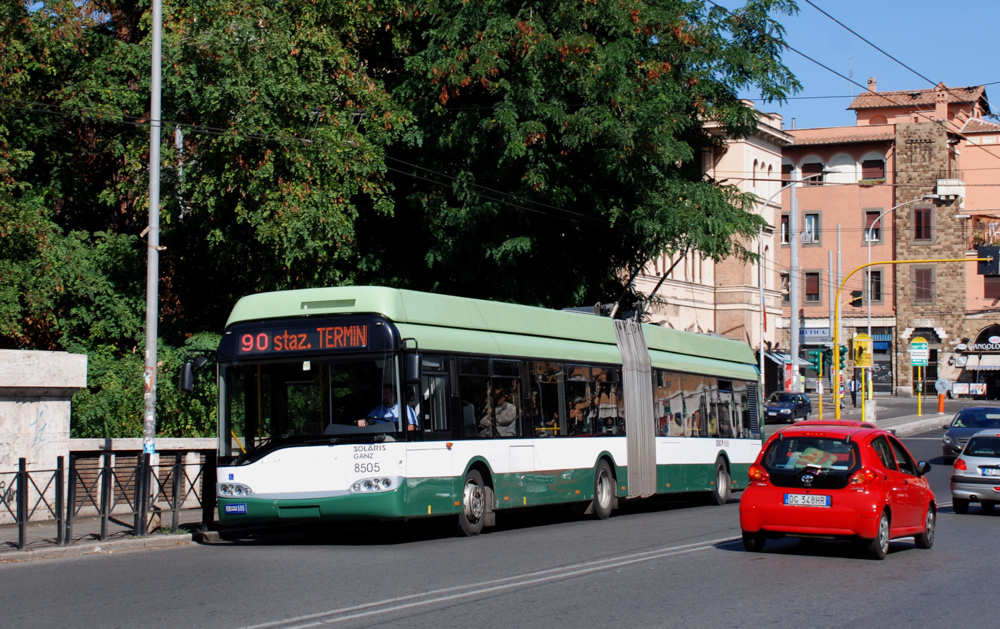
イタリア：ローマ
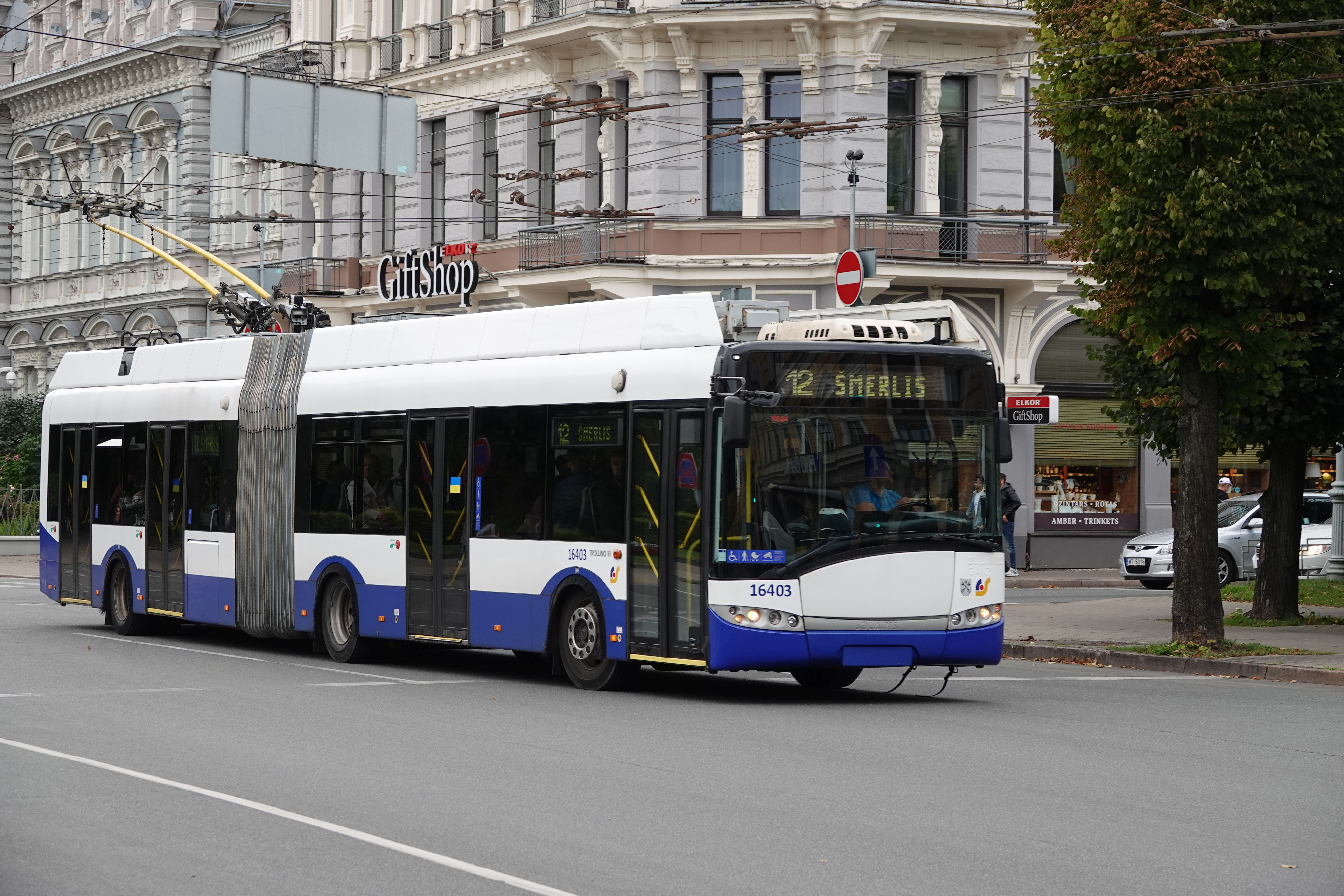
ラトビア：リガ
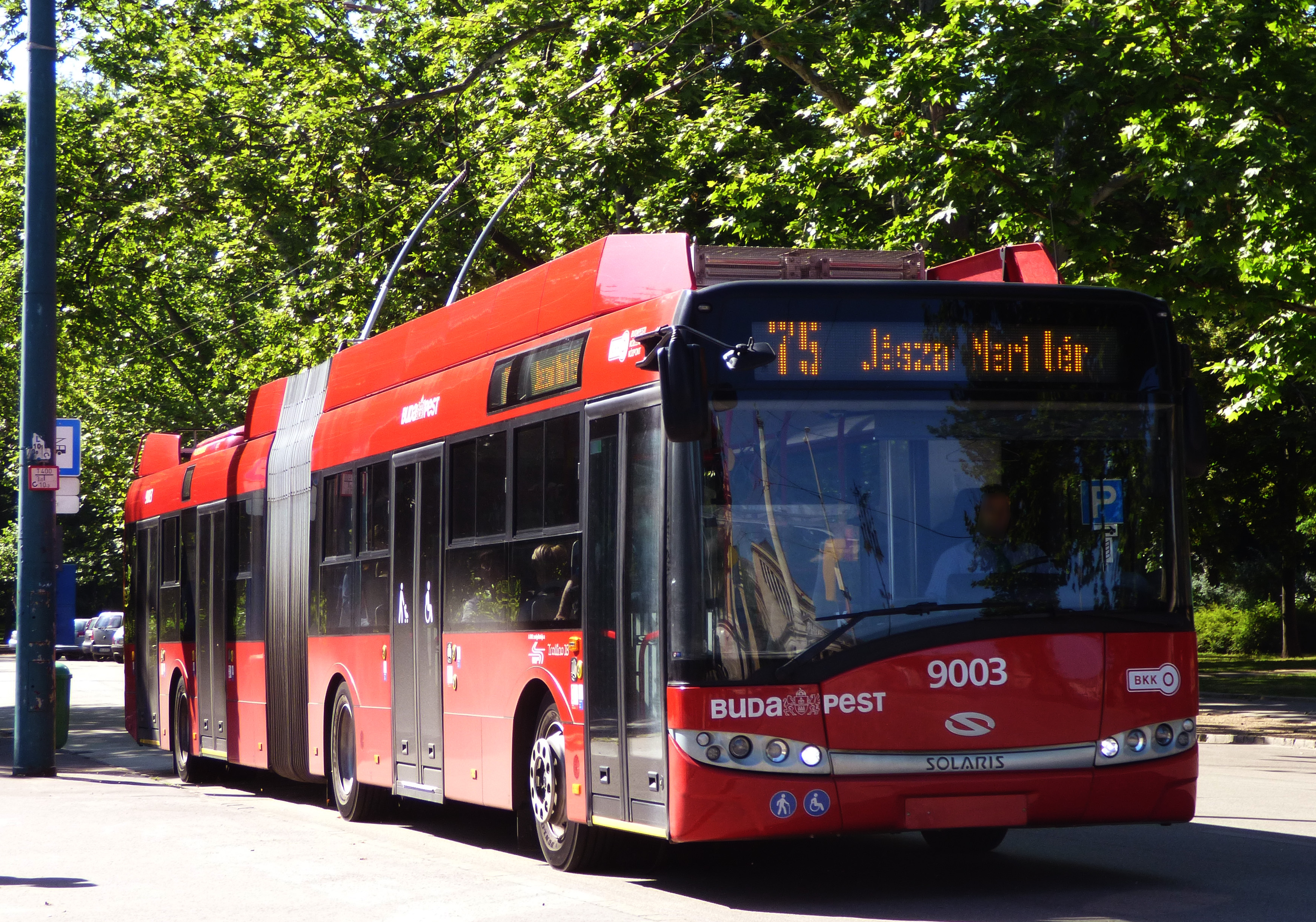
ハンガリー：ブダペスト
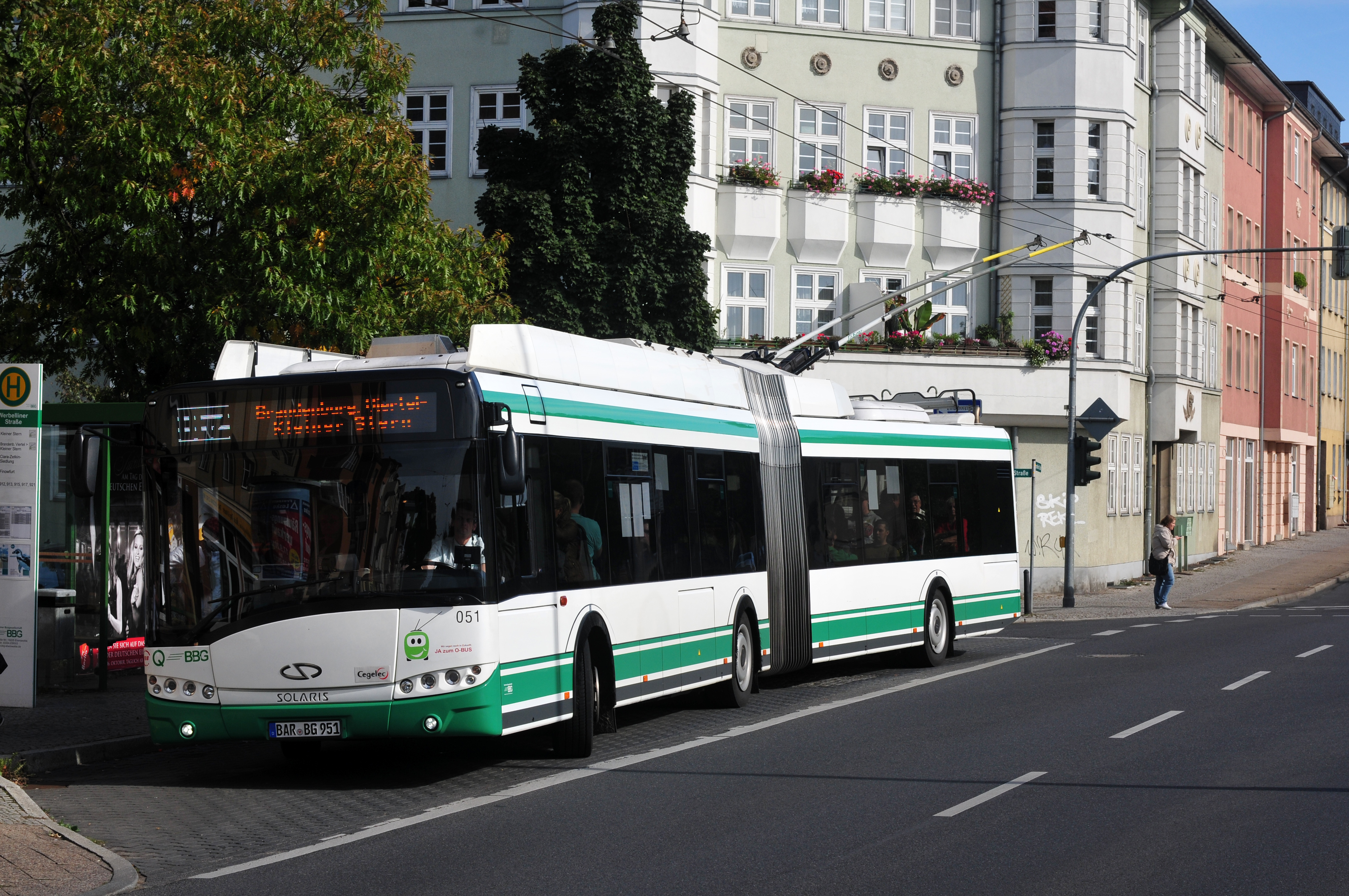
ドイツ：エーベルスヴァルデ
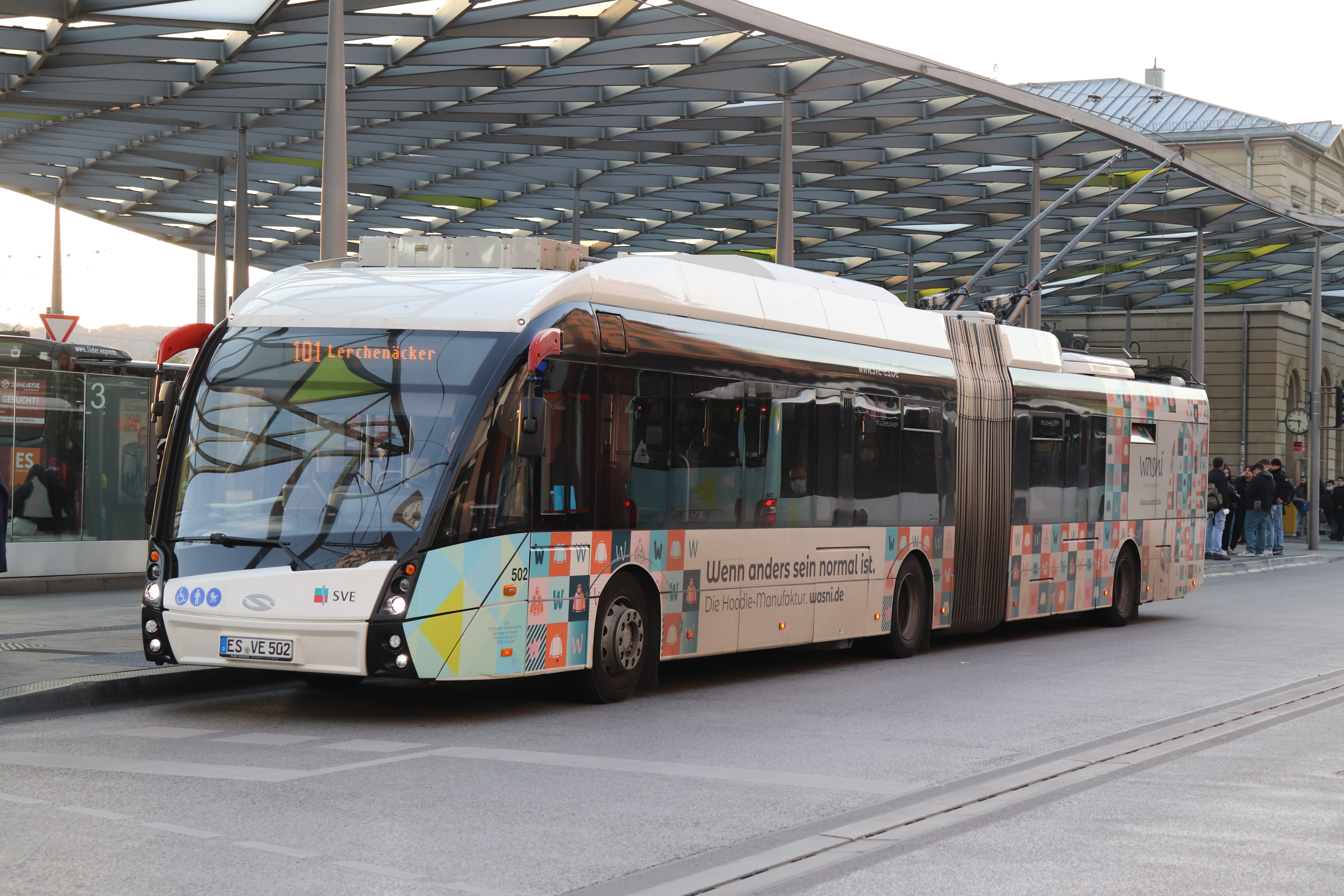
ドイツ：エスリンゲン・アム・ネッカー（メトロスタイル）
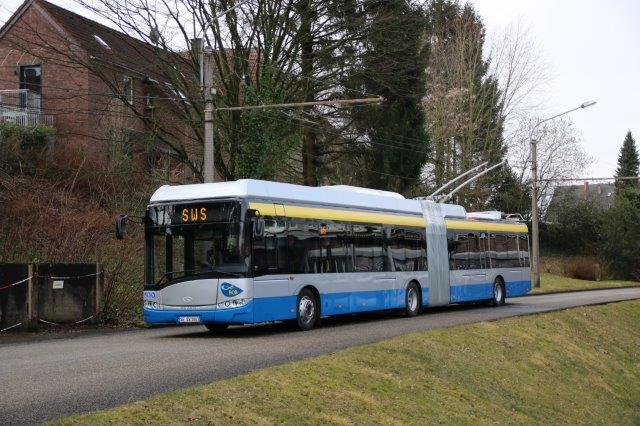
ドイツ：ゾーリンゲン
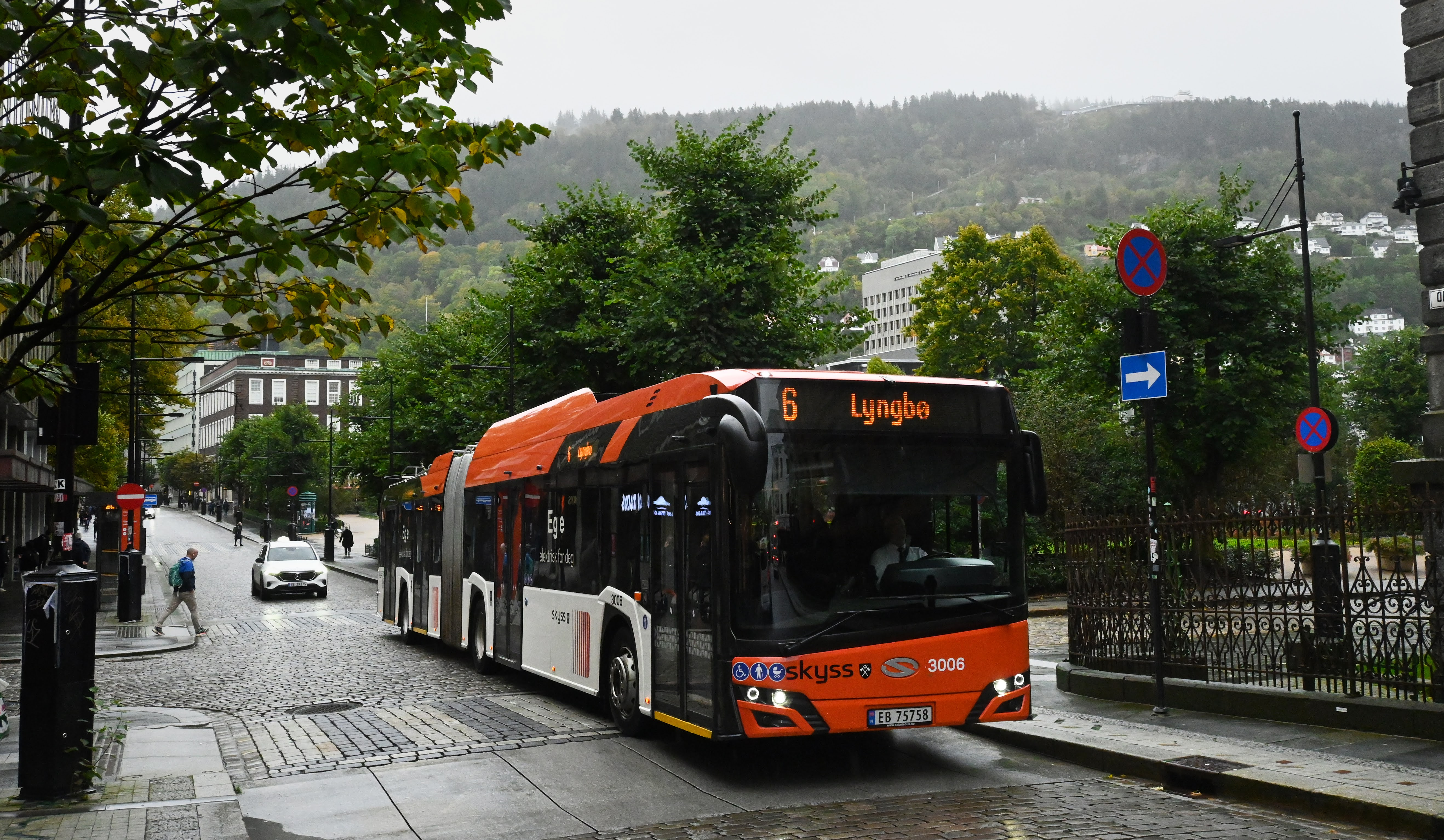
ノルウェー：ベルゲン
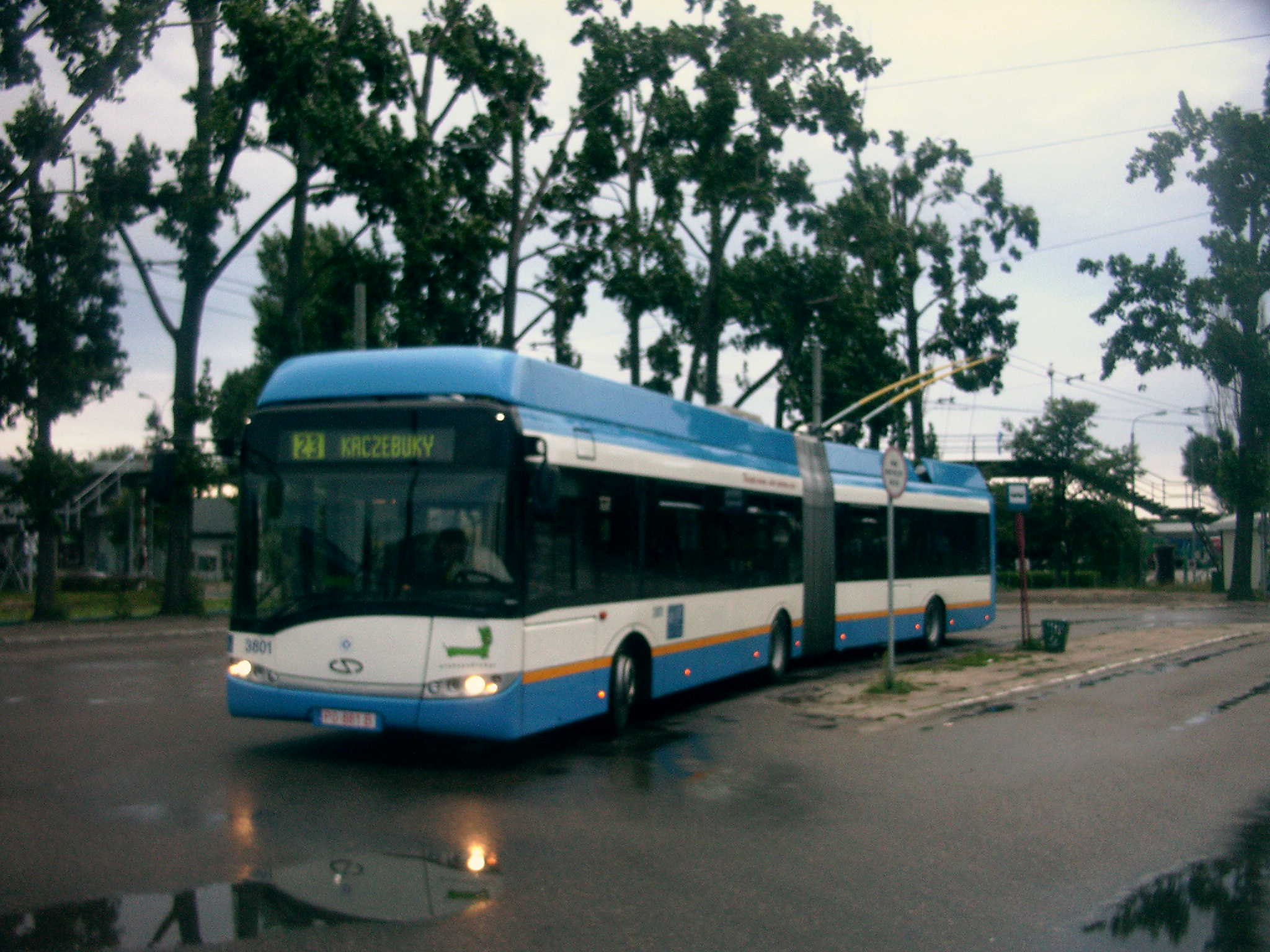
ポーランド：グディニャ
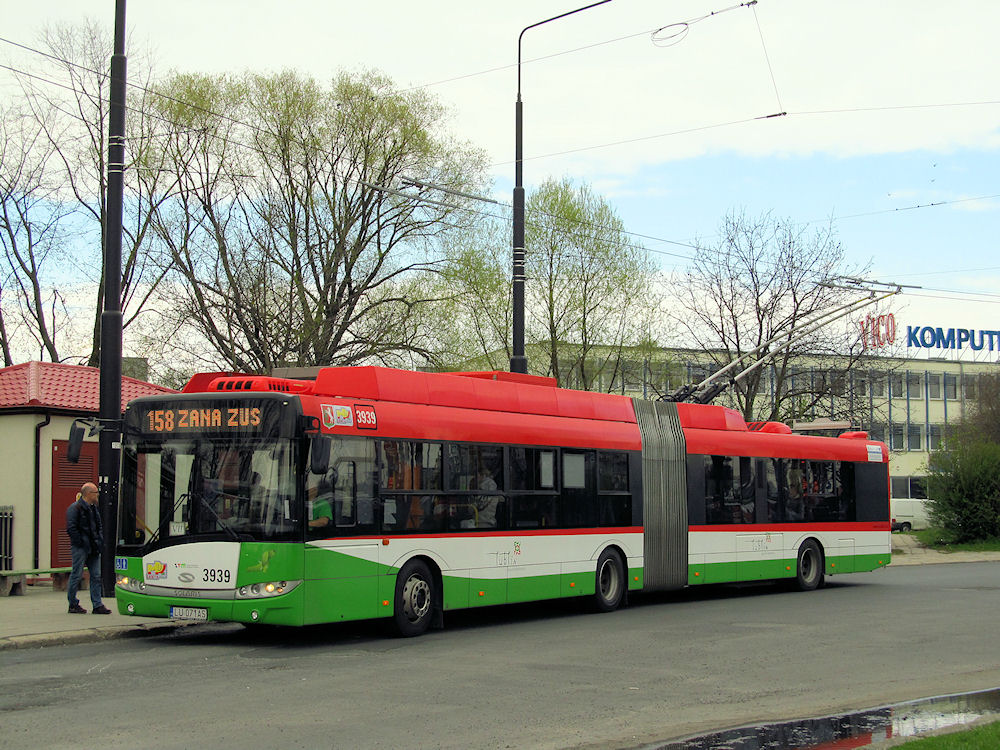
ポーランド：ルブリン
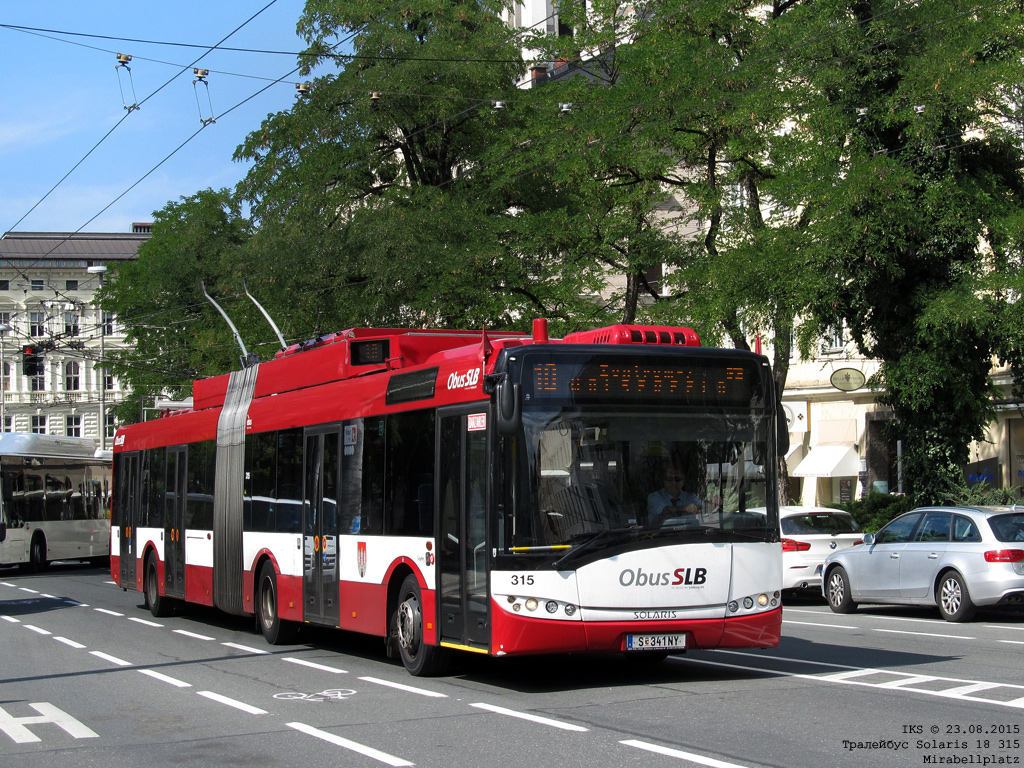
オーストリア：ザルツブルク
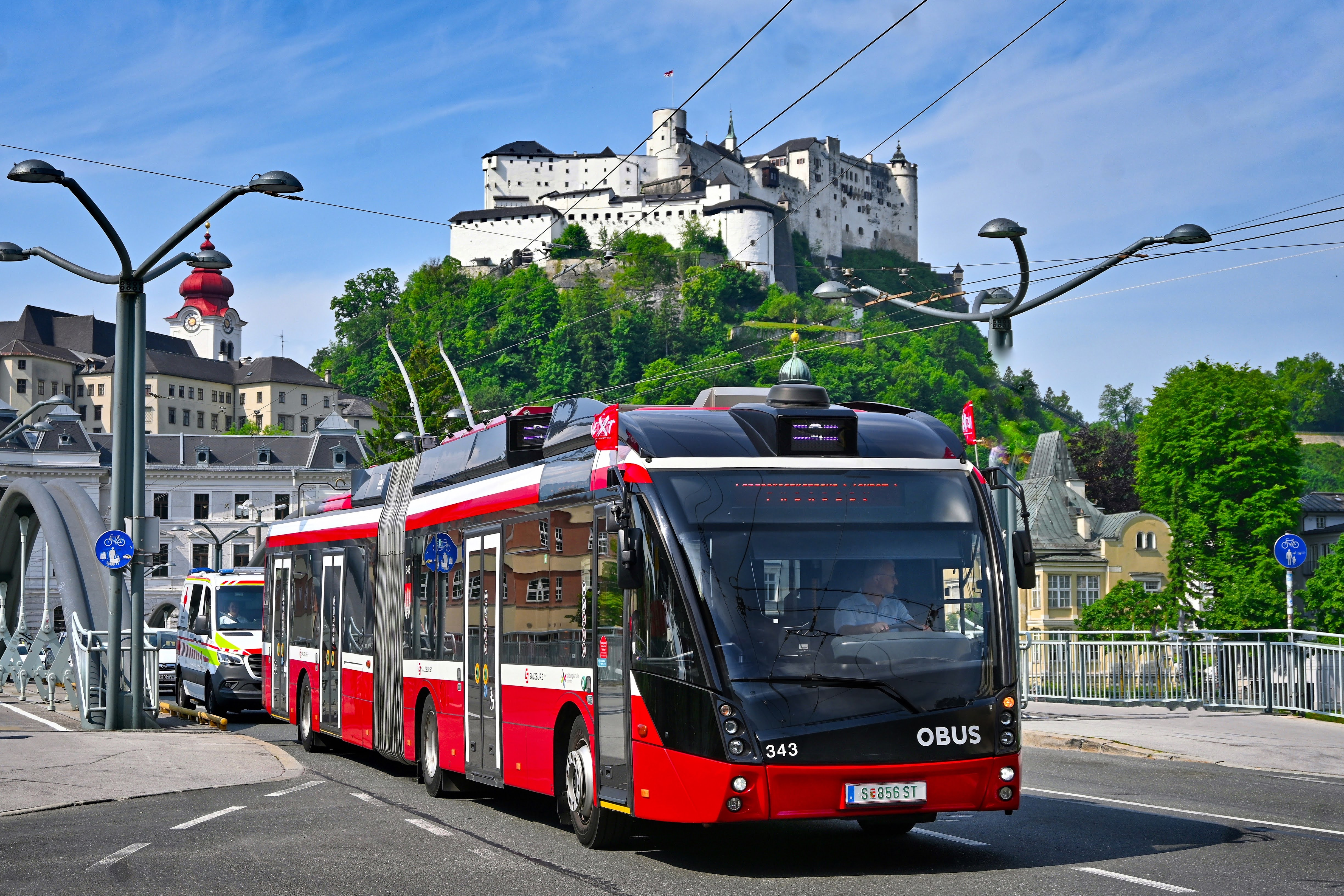
オーストリア・ザルツブルク（メトロスタイル）
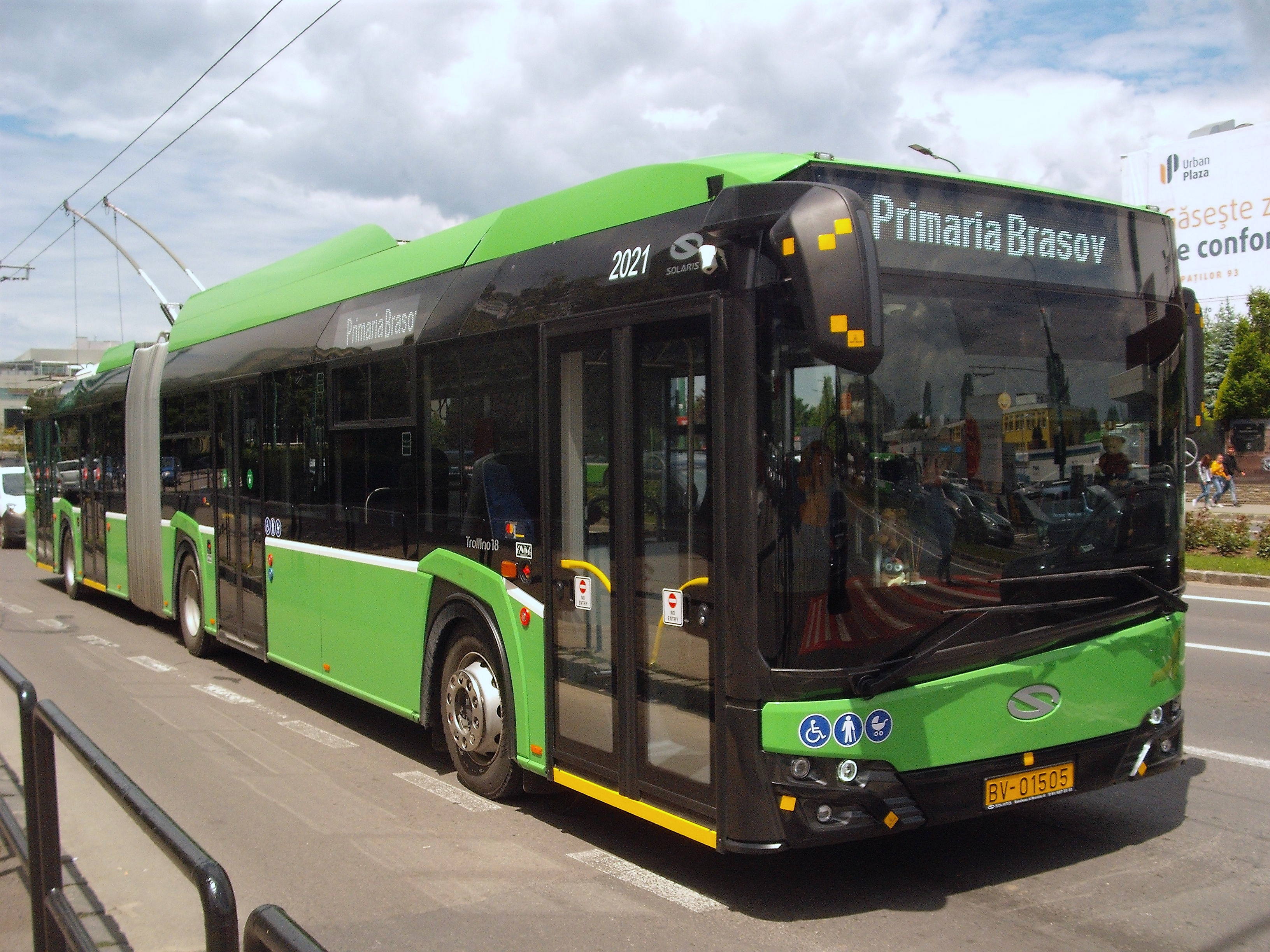
ルーマニア：ブラショヴ
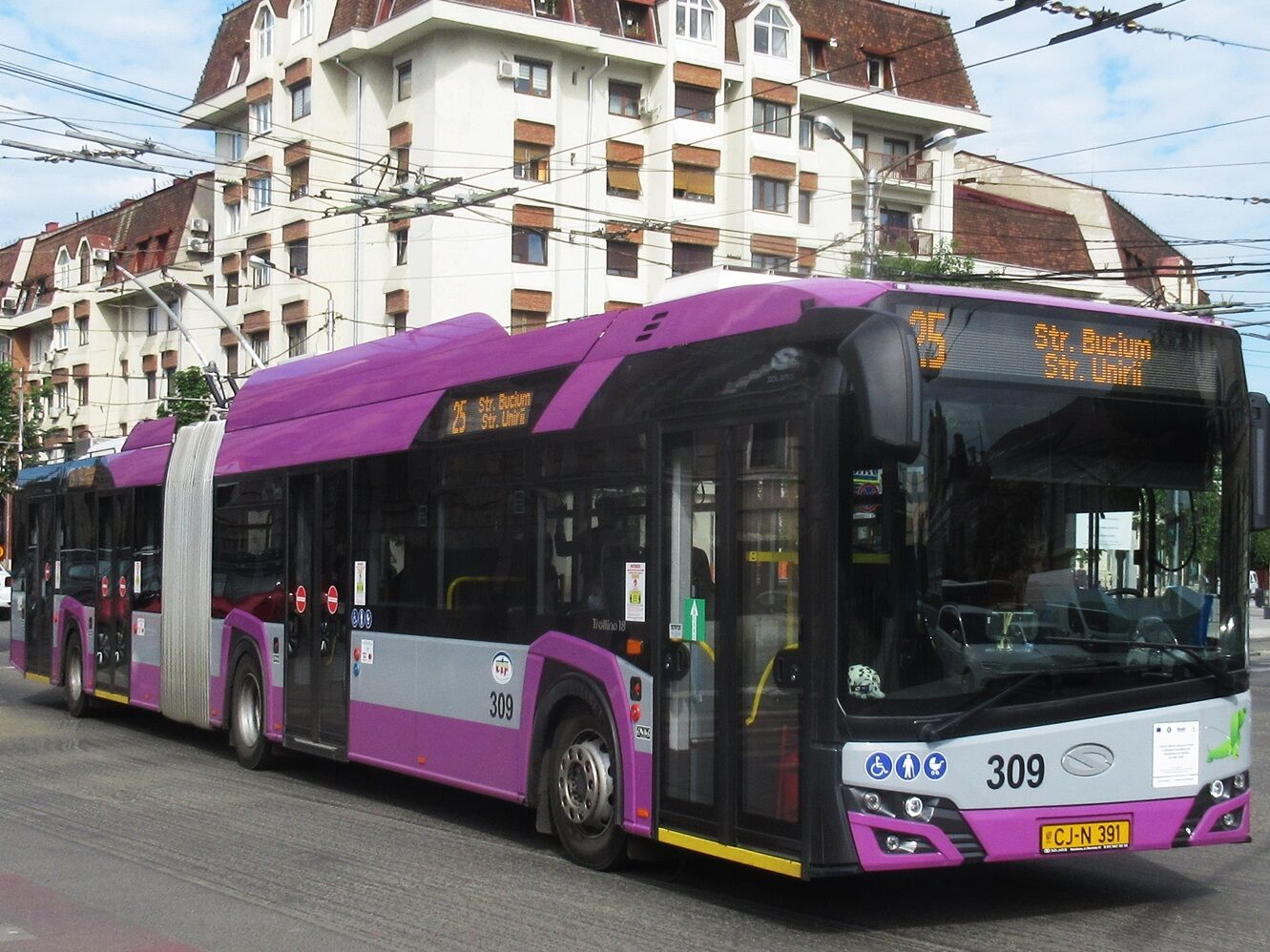
ルーマニア：クルジュ＝ナポカ
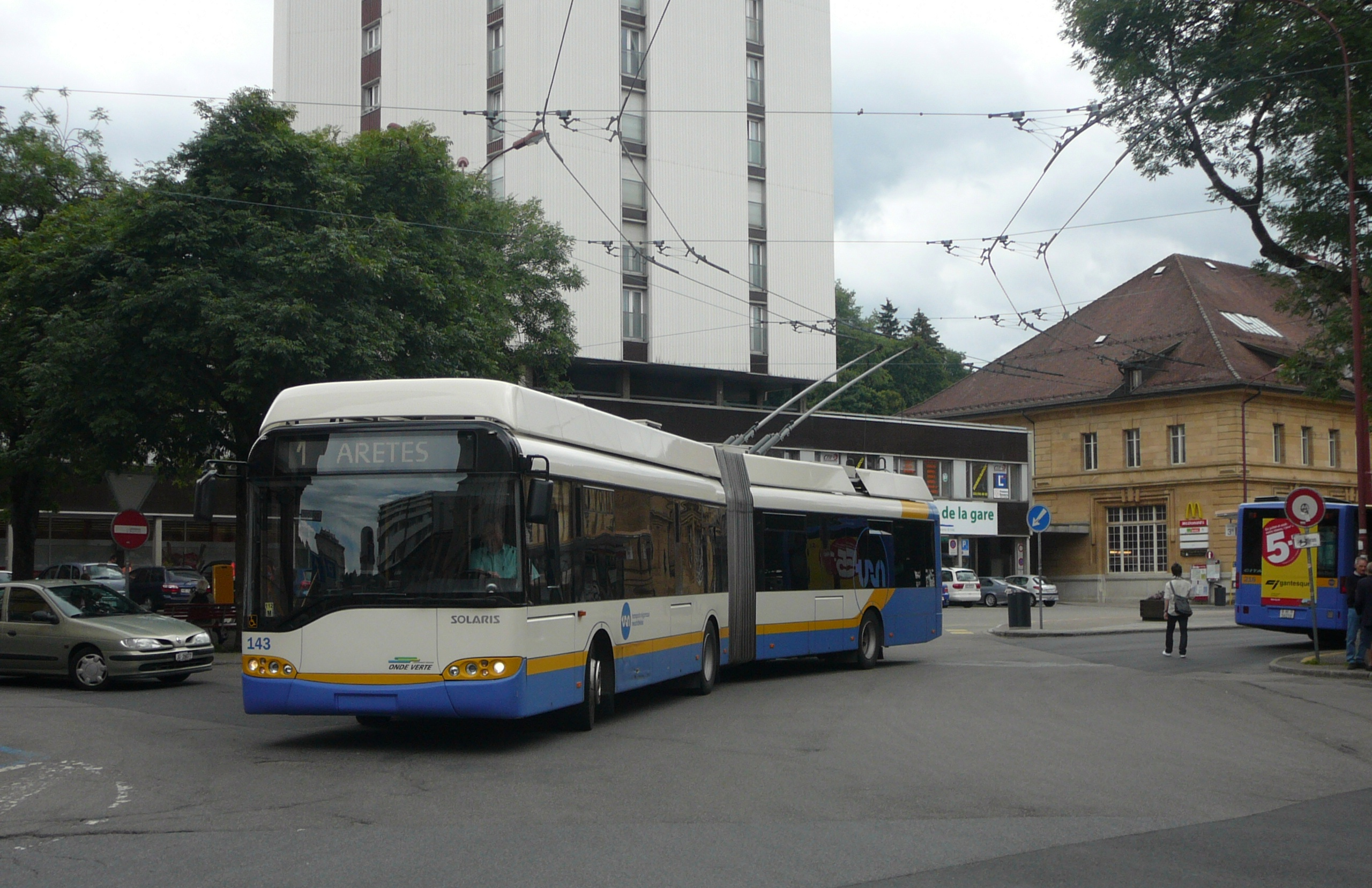
スイス：ラ・ショー＝ド＝フォン
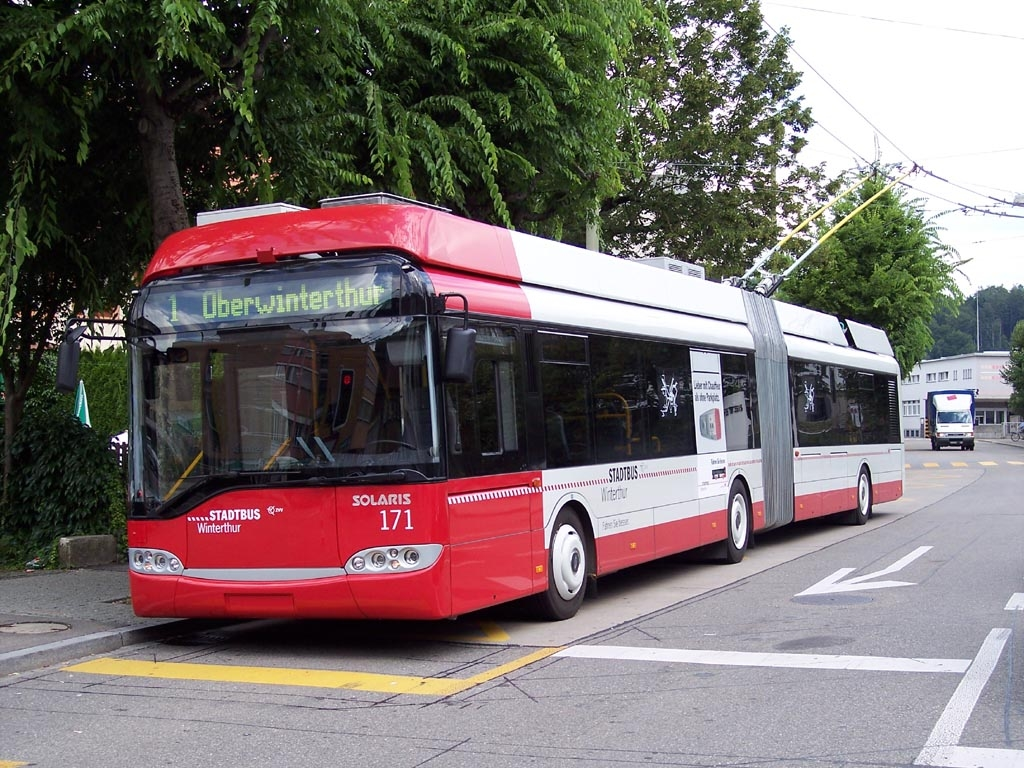
スイス：ヴィンタートゥール

## 参考資料
- TTS Technika Transportu Szynowego (Instytut Naukowo-Wydawniczy "TTS" Sp. z o.o).
  - Marcin Połom; Bohdan Turżański (April 2011). Doświadczenia Solaris Bus & Coach w produkcji trolejbusów. pp. 42-49 2025年4月15日閲覧。.

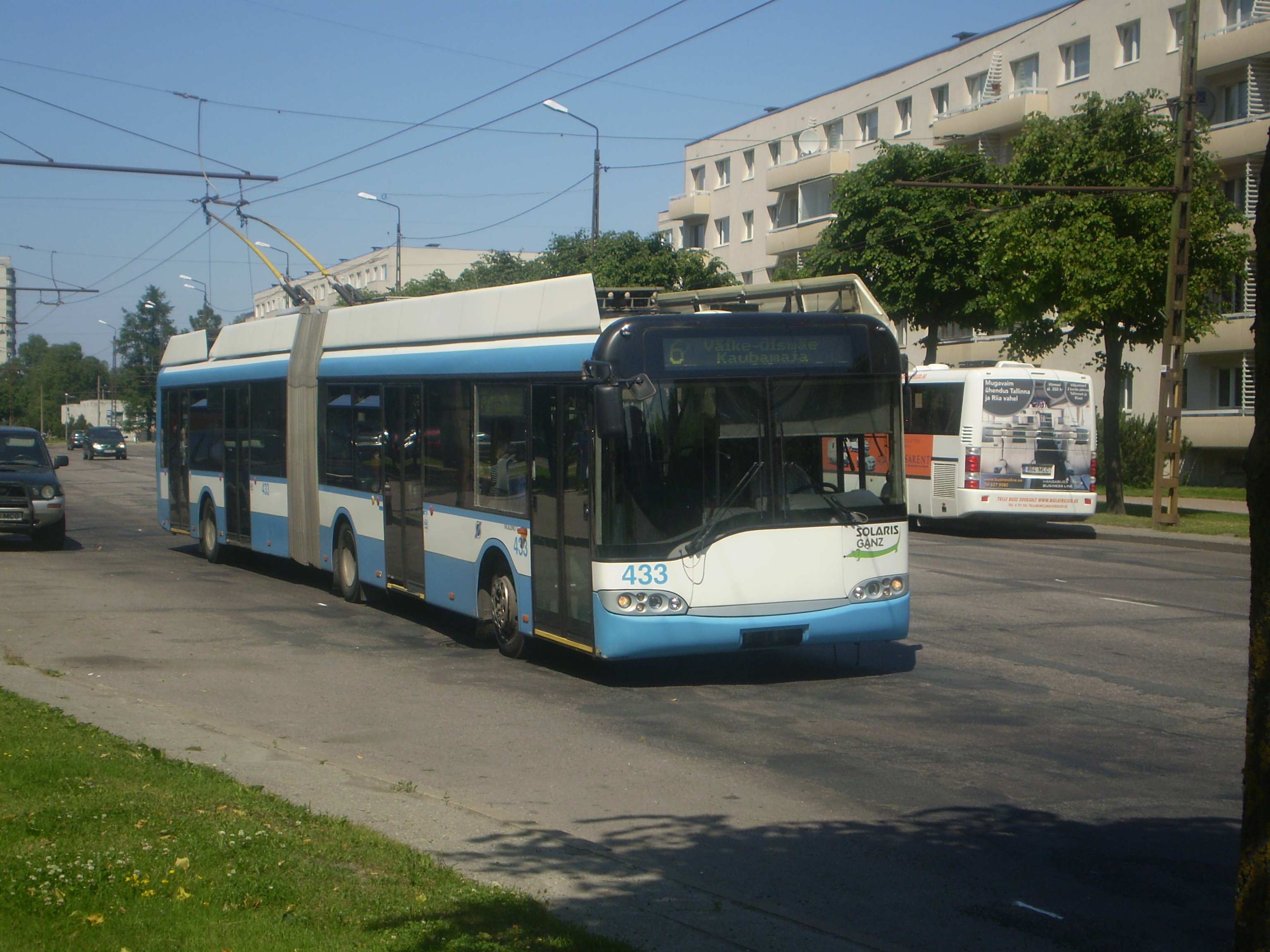
第2世代（エストニア：タリン） （2009年撮影）
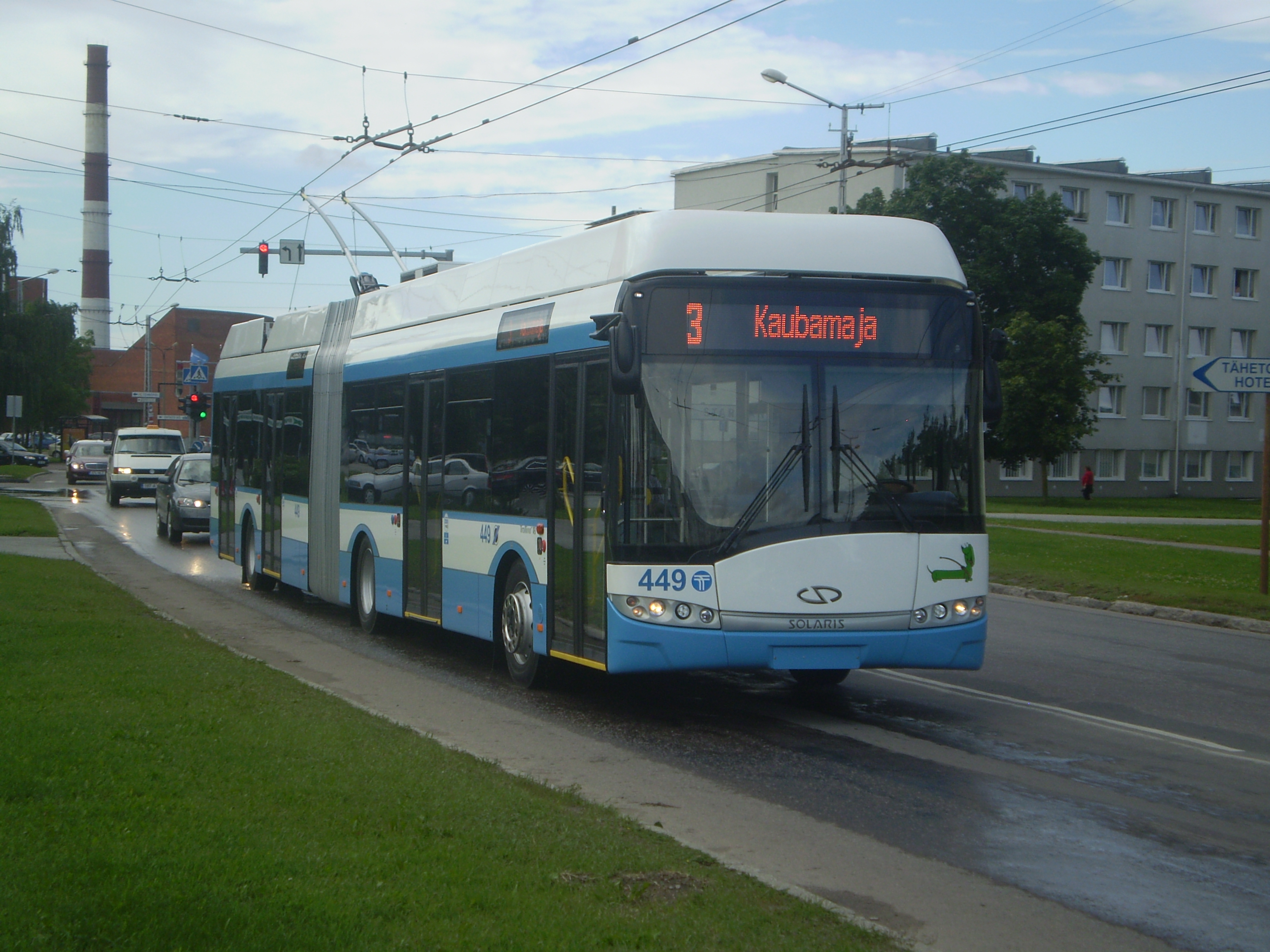
第3世代（ラトビア：リガ） （2009年撮影）
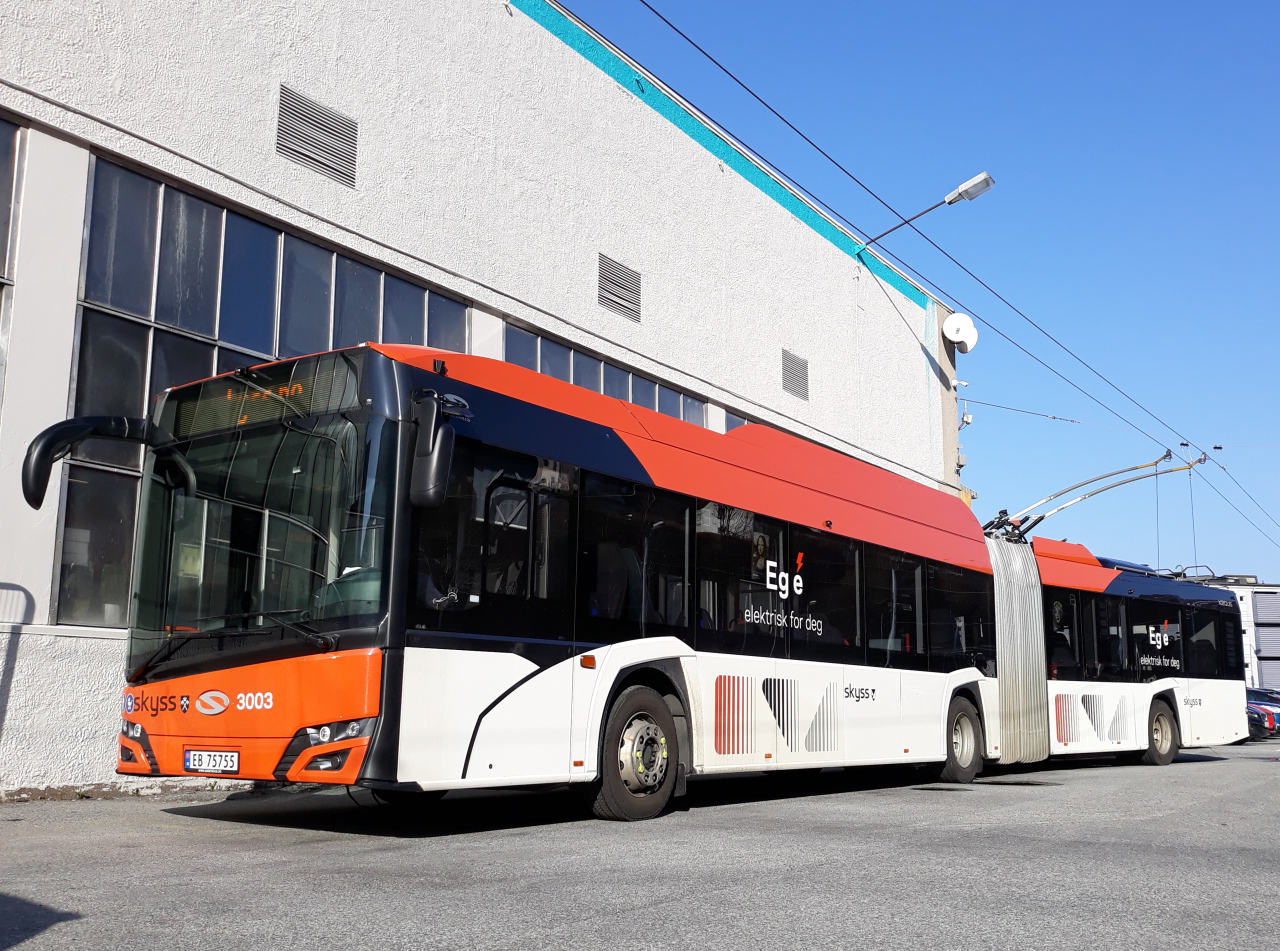
第4世代（ノルウェー：ベルゲン） （2022年撮影）
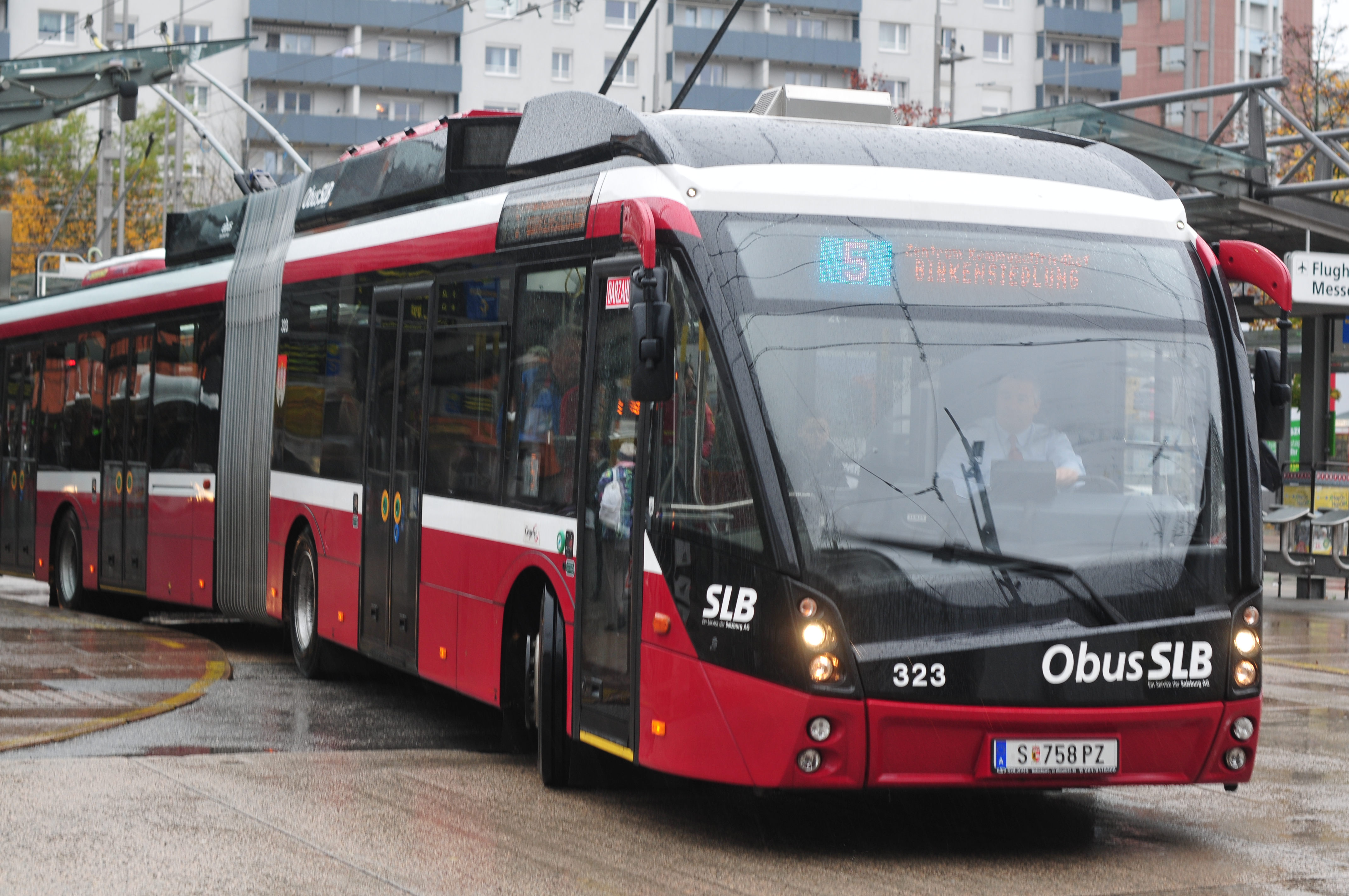
メトロスタイル（オーストリア：ザルツブルク） （2012年撮影）

  - Marcin Połom; Bohdan Turżański; Mikołaj Bartłomiejczyk (April 2015). Produkcja i sprzedaż trolejbusów Solaris Trollino w latach 2011–2014. pp. 8-12 2025年4月15日閲覧。.
  - Marcin Połom; Bohdan Turżański (2019-9) (PDF). Produkcja i sprzedaż trolejbusów marki Solaris w latach 2015–2018. pp. 7-13 2025年4月15日閲覧。.
- Martin Harák (2015-11-10). České trolejbusy historie a současnost, typy, technika, provoz. Praha: Grada Publishing a.s.. ISBN 978-80-247-5552-6

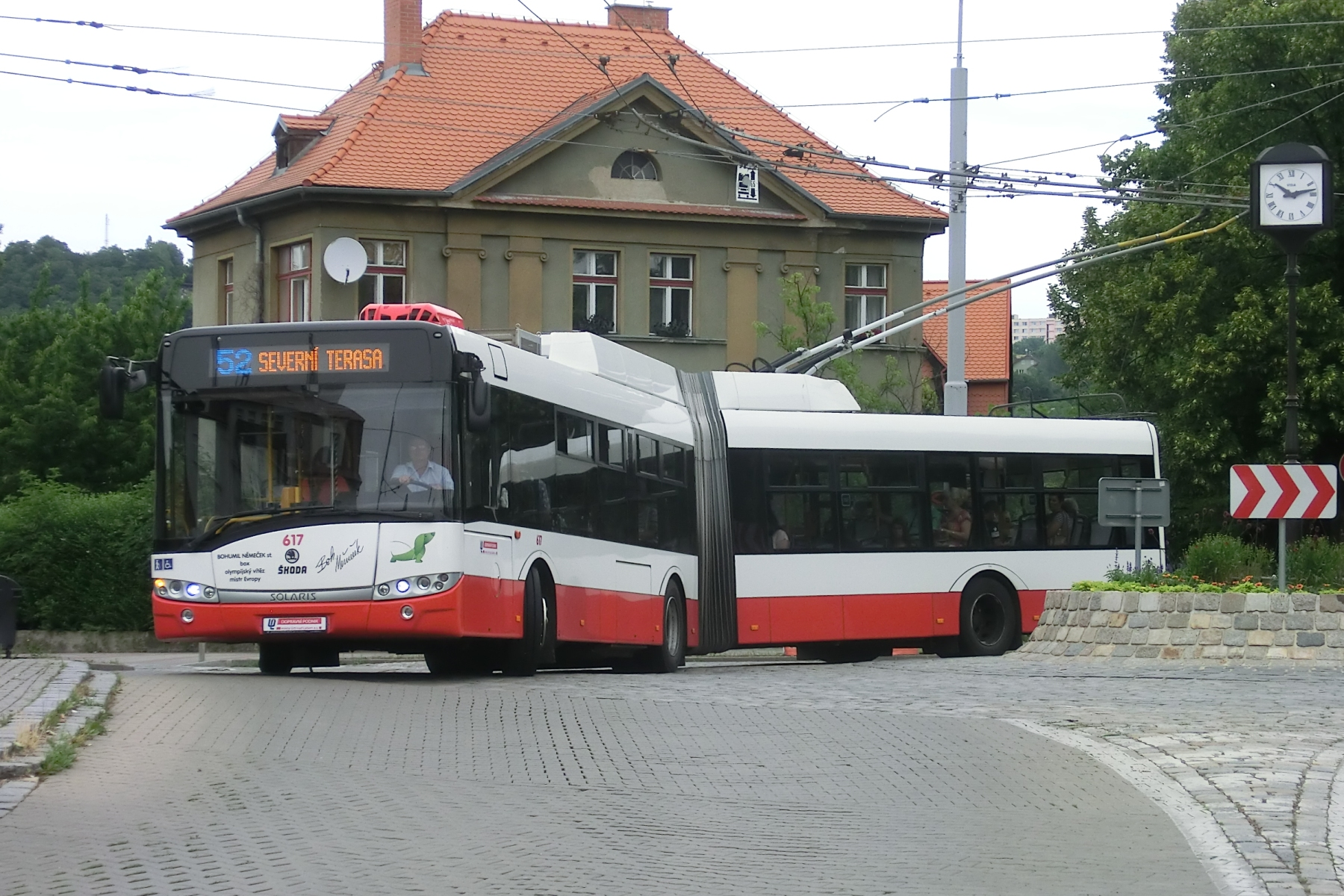
シュコダ27Tr（チェコ：ウースチー・ナド・ラベム） （2017年撮影）
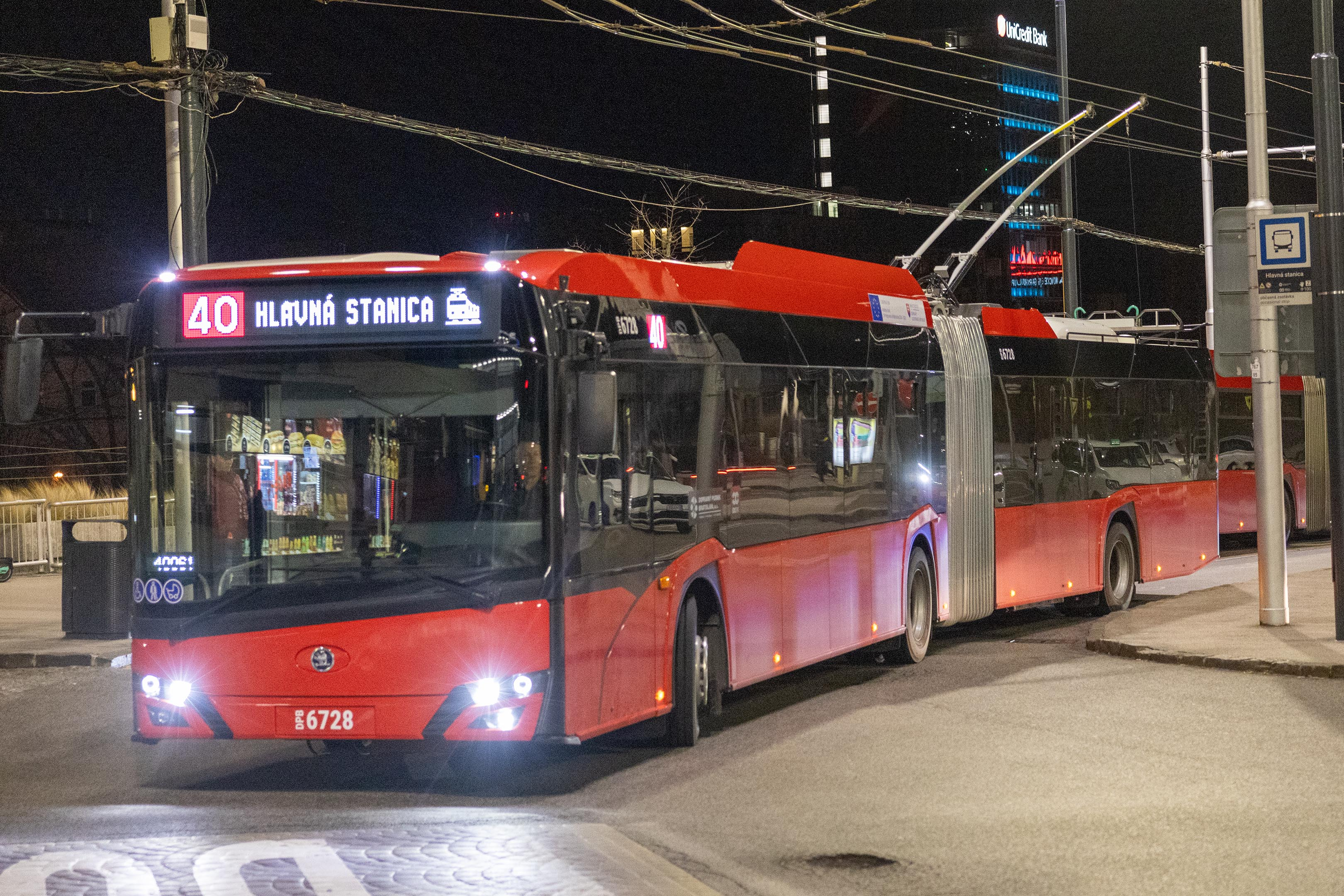
シュコダ27Tr（スロバキア：ブラチスラヴァ） （2024年撮影）
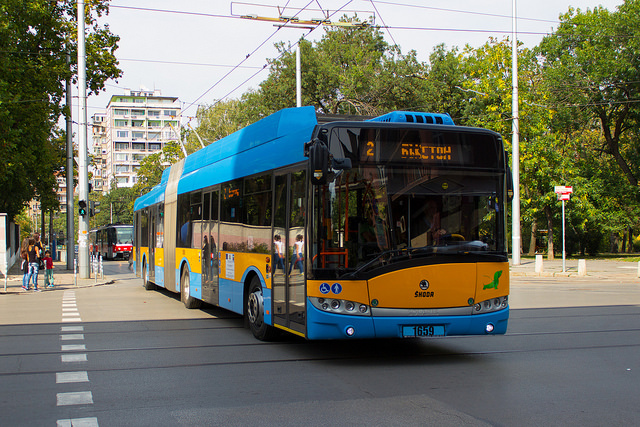
シュコダ27Tr（ブルガリア：ソフィア） （2016年撮影）

- Mateusz Figaszewski (29 September 2022). Technology focus: Battery trolleybus & In-Motion-charging (PDF) (Report). Solaris. 2025年4月15日閲覧.{{cite report}}:  CS1メンテナンス: dateとyear (カテゴリ)
- Solaris (Spring 1/2018). Solaris Customer Magazine 2025年4月15日閲覧。.